# Irene Bowder Peacock
Irene Evelyn Bowder Peacock (de soltera Bowder; 27 de julio de 1892 – 13 de junio de 1978) fue una tenista sudafricana, llegando a ser la número 6 en el mundo en 1922.
Bowder Peacock ganó el título de dobles en el Campeonato Francés de 1927 junto a Bobbie Heine Miller, derrotando a Peggy Saunders y Phoebe Holcroft Watson en dos sets consecutivos. En ese mismo torneo, también llegó a la final de la competición individual, la cual perdió en sets consecutivos ante Kea Bouman de los Países Bajos. Ganó el título individual del Campeonato Británico de la India de 1915 a 1920, el título individual del Campeonato del Sur de Inglaterra en 1922, y el título individual del Campeonato de Sudáfrica de 1924 a 1926.
En el Campeonato Mundial de Pista Cubierta de 1920 fue finalista en el evento de dobles y, junto a Francis Fisher, ganó el título de dobles mixtos tras un walkover en la final contra Stanley Doust y Kathleen McKane Godfree. En 1921 ganó el título de dobles mixtos en el Campeonato de Pista Cubierta de Queen's, nuevamente en pareja con Fisher, pero perdió la final del evento individual ante Edith Holman.
Fue capitana del equipo femenino de Sudáfrica que recorrió Europa en 1927 y, junto con Heine Miller, ganó el título de dobles en el Campeonato del Club Queen's. Bowder Peacock y Heine Miller no participaron en el Campeonato de Wimbledon de 1930 debido a un desacuerdo en la programación con la Unión de Tenis de Césped de Sudáfrica.

## Finales de Grand Slam

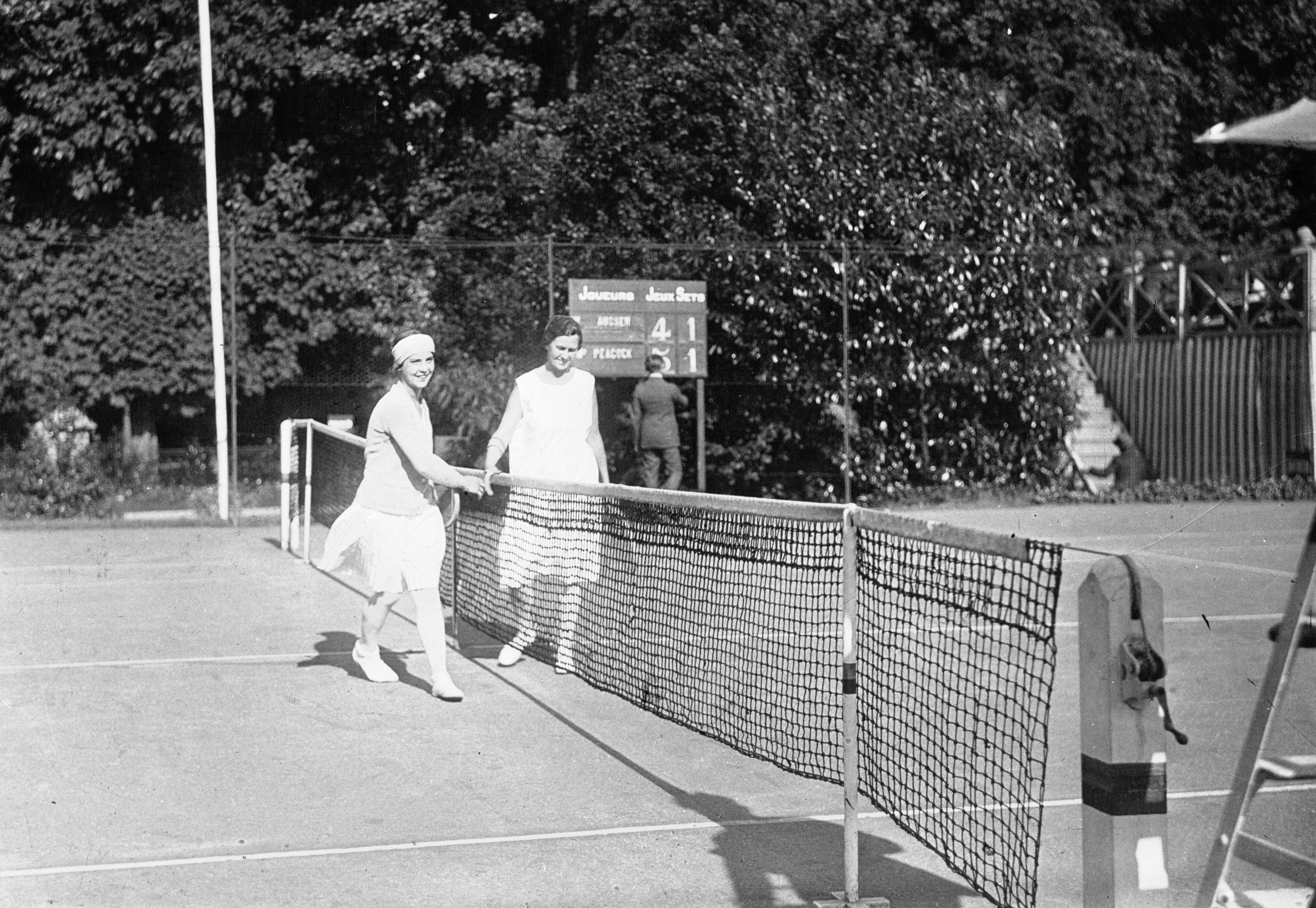
Peacock (derecha) en el Campeonato Francés de 1927 después de una victoria en los cuartos de final contra Cilly Aussem

### Individuales (1 subcampeonato)
| Resultado | Año  | Campeonato         | Superficie | Oponente   | Resultado |
| --------- | ---- | ------------------ | ---------- | ---------- | --------- |
| Derrota   | 1927 | Campeonato Francés | Arcilla    | Kea Bouman | 2–6, 4–6  |

### Dobles (1 título, 2 subcampeonatos)
| Resultado | Año  | Campeonato         | Superficie | Compañera         | Oponentes                      | Resultado |
| --------- | ---- | ------------------ | ---------- | ----------------- | ------------------------------ | --------- |
| Derrota   | 1921 | Wimbledon          | Césped     | Geraldine Beamish | Suzanne Lenglen Elizabeth Ryan | 1–6, 2–6  |
| Victoria  | 1927 | Campeonato Francés | Arcilla    | Bobbie Heine      | Peggy Mitchell Phoebe Watson   | 6–2, 6–1  |
| Derrota   | 1927 | Wimbledon          | Césped     | Bobbie Heine      | Helen Wills Elizabeth Ryan     | 3–6, 2–6  |